# Vampirella
Vampirella è un personaggio dei fumetti creato da Forrest J. Ackerman e Trina Robbins esordito negli Stati Uniti d'America pubblicato dalla Warren Publishing nel 1969. Il personaggio è parzialmente ispirato a Barbarella di Roger Vadim e deve una grossa parte della propria fortuna alle illustrazioni di Frank Frazetta. Ne venne realizzata una trasposizione cinematografica omonima, Vampirella, nel 1996.

## Storia editoriale
Il personaggio venne pubblicato dal 1969 al 1983 in una serie omonima, Vampirella (vol. 1), edita dalla Warren Publishing. Nel 1991 venne acquistato dalla Harris Comics che lo rilanciò con svariati progetti compreso un film omonimo. Tra il 2003 e il 2006 ci sono stati molti team-up con altre eroine con caratteristiche affini. Dal 2010 i diritti sul personaggio sono stati rilevati da Dynamite Entertainment, che gli ha dedicato numerose serie e miniserie.
Oltre a Frank Frazetta, altri autori di rilievo della prima fase sono lo scrittore Archie Goodwin e il disegnatore Jose Gonzalez. In seguito hanno scritto e disegnato delle storie Warren Ellis, Alan Moore, Grant Morrison, Adam Hughes. A metà strada tra la parodia dell'orrore e l'erotismo, è diventato un'icona anche fuori del suo genere.

## Biografia del personaggio
Vampirella è un'aliena fuggita dal pianeta morente Drakulon e venuta a vivere sulla Terra; è una bellissima donna dal corpo statuario con fluenti capelli neri e occhi profondi e penetranti; è una donna emancipata, forte e aggressiva. Pur essendo una vampira, non è necessariamente un personaggio negativo, lottando anche contro altri feroci visitatori alieni. Dovendosi nutrire col sangue degli esseri umani, cerca costantemente di scegliersi vittime malvagie, e quando le capita di colpire un innocente è turbata dai sensi di colpa. Successivamente si scoprirà che il personaggio è originario di una remota regione infernale e che i suoi ricordi erano stati alterati per farle credere di essere un'extraterrestre. Grazie a un siero si libera dalla necessità di doversi nutrire di sangue.

### Comprimari
- Conrad van Helsing: cacciatore di vampiri cieco e dotato di poteri psichici; pensava inizialmente che Vampirella fosse una serva di Dracula; è discendente di Abraham Van Helsing, storico avversario di Dracula.
- Adam van Helsing: figlio di Conrad e ultimo discendente di una dinastia di cacciatori di vampiri, ha una mentalità più aperta del padre. Intreccerà una relazione con Vampirella e spesso si troveranno a combattere insieme; viene ucciso da Mistress Nyx;
- Pendragon: Mordecai Pendragon, noto anche come Pendragon il Grande, è un ex mago che si esibisce in spettacoli teatrali di illusionismo, ha lavorato spesso con Vampirella, sia negli spettacoli teatrali che nella lotta contro veri avversari, che lo considera la sua unica famiglia; durante la loro collaborazione, spesso Pendragon riveste ruoli comici, ubriacandosi, addormentandosi, perdendosi o intervenendo nei momenti meno opportuni; le sue conoscenze della magia sono sempre state molto utili per Vampirella;
- Tyler Ovestron: medico che ha salvato Vampirella durante un incidente aereo; è stato costretto ad amputarle le ali a causa delle ferite da lei riportate, ma ha anche inventato un siero grazie al quale lei può tenere sotto controllo la sete di sangue;
- Dixie Fattoni: seconda figlia di un potente boss mafioso condannato a morte dai vampiri, è stata costretta a uccidere il suo stesso padre, mentre la sua sorella gemella Trixie viene vampirizzata; Vampirella la protegge e l'ha istruita nella lotta contro i vampiri;
- Pantha: avvenente donna in grado di trasformarsi in una pantera nera; inizialmente anche lei era originaria dello stesso pianeta di Vampirella (pur non essendo lei stessa una vampira), ma poi la sua storia viene riscritta presentandola come un'abitante dell'antico Egitto punita dagli dei con l'immortalità e frequenti crisi di identità a causa della sua ferocia;
- Madek e Maddalena: fratelli malvagi di Vampirella, le hanno impiantato nella mente dei ricordi falsi sul suo passato;
- Draculina: sorella gemella bionda di Vampirella, apparve nel primo volume della serie, e venne ripresa negli anni 2000 dopo quarant'anni di assenza dalle scene;
- Alfiere Bianco;
- Lorelei;
- Mystress Nyx: acerrima nemica di Vampirella, è una semi-dea malvagia, figlia del folle dio del Caos e della nobildonna italiana Lucrezia Borgia.
- Von Kreist: ex ufficiale dell'esercito prussiano, alla fine della prima guerra mondiale incontrò il Diavolo, che gli donò la vita eterna dopo essere stato vinto in una partita a carte; è un sadico, amante della tortura e dell'omicidio; è temuto dai vampiri stessi, nonostante ne sia servitore da diversi anni;
- Hemmorrage;
- Giuda Iscariota (Il Papa Nero);
- Dracula;
- Monsignor Pesaro;
- Alfiere Nero;
- Midwinter: ex comandante nazista divenuto immortale grazie a un antico talismano, cerca di ingraziarsi Lady Death offrendole in sacrificio Pantha; durante lo scontro finale con Vampirella, ucciderà Dixie sparandole alla schiena, e verrà brutalmente ucciso da Vampirella;
- La Regina Rossa;
- Lilith;
- Taltos: demone dall'aspetto di un licantropo, fu evocato dai Nazisti durante la Seconda Guerra Mondiale, e si spacciò, per anni, per un cacciatore di demoni; rapisce Dixie e Lorelei, cercando di indurre Vampirella a salvare una delle due e a sacrificare l'altra, ma verrà ucciso dall'eroina;
- Nuberus;

## Pubblicazioni in lingua originale
Warren Publishing
- Vampirella nn. 1-112 (1969-1983)
- Annual 1972
- Softcover Special e Hardcover Special edizione economica (softcover) e di lusso (hardcover) dei medesimi contenuti (1977)

Harris Comics

### Principali pubblicazioni
- Vampirella: Morning in America nn. 1-4 (1991-1992)
- Vampirella's Summer Nights (1992)
- Vampirella nn. 1-5 (1992-1993)
- Creepy 1993 Fearbook (include la storia di Vampirella Bugs di Kurt Busiek and Arthur Adams)
- Vampirella Zero (1994)
- Vampirella: Chains of Chaos nn. 1-3 (1994-1995)
- Vengeance of Vampirella nn. 1-25 (1994-1996)
- Vampirella Strikes nn. 1-7 (1995-1996)
- Vampirella: Sad Wings of Destiny (1996)
- Vampirella: Death and Destruction nn. 1-3 (1996-1997)
- Vampirella Lives! nn. 1-3 (1996-1997)
- Vampirella vs. Pantha (1997)
- Vampirella vs. Hemmorage nn. 1-3 (1997)
- Vampirella Bloodlust nn. 1-2 (1996-1998)
- Vampirella Monthly nn. 1-26, Speciale n. 0 (1997-2000)
- Vampirella nn. 1-22 (2001-2003)
- Vampirella Comics Magazine nn. 1-? (in corso di pubblicazione dal 2003)

### Manga
- Vampirella Manga 2999 (1998)
- Vampirella Manga 3000 (1999)
- Vampi nn. 1-25 (2000-2003)
- Vampi Digital (2001)
- Vampi Vicious nn. 1-3 (2003)
- Vampi vs. Xin nn. 1-2 (2004-)

### Ristampe delle Pubblicazioni della Warren
- Vampirella vs. the Cult of Chaos (1991) Nota: inizia con questo numero unico l'era Harris Comics
- Vampirella Classic nn. 1-5 (1995)
- Vampirella of Drakulon nn. 1-5, Special n. 0 (1996)
- Vampirella: Silver Anniversary Collection nn. 1-4 (1997)
- Vampirella retro nn. 1-3 (1998)
- Vampirella: Legendary Tales nn. 1-2 (2000)

### Team-up (in collaborazione con vari editori)
- Vampirella / Shadowhawk nn. 1-2 (1995)
- Catwoman / Vampirella: The furies (1997)
- Vampirella / Wetworks e Wetworks/Vampirella (1997)
- Vampirella / Shi e Shi/Vampirella (1997-1998)
- Vampirella vs. Painkiller Jane (1998)
- Vampirella vs. Lady Death (1999-2000)
  - Il lungo scontro tra le due bad-girl si è dipanato su queste pubblicazioni (anteprime escluse), con un preambolo:

  1. Queens of Halloween (prologo, ottobre 1996)
  2. Vampirella serie regolare n. 0 (gennaio 1999)
  3. Vampirella / Lady Death n. 1 (febbraio 1999)
  4. Lady Death vs. Vampirella n. 1 (marzo 1999)
  5. Vampirella serie regolare n. 23 (gennaio 2000)
  6. Lady Death vs. Vampirella n. 2 (febbraio 2000)
  7. Vampirella serie regolare n. 26 (aprile 2000)
- Purgatori vs. Vampirella (2000)
- The Magdalena and Vampirella (2003-2004)

### Varie
- Vampirella Flip Book (1994)
- Vampirella Pin-up Special (1995)
- Vampirella: 25th Anniversary Special (1996)
- Vampirella/Dracula: The Centennial (1997)
- Vampirella: Julie Strain Special (2000)
- Vampirella Model Search Special (2001)

## Pubblicazioni in lingua italiana
Vampirella in Italia è stato pubblicato in modo discontinuo da diversi editori che si sono avvicendati nella gestione dei diritti, causando una grande frammentarietà e incompletezza nella trasposizione in italiano delle sue storie. Di seguito sono elencate le edizioni di cui si ha traccia su Internet o su fonti cartacee.
- Mordimi sul collo, ti prego! "La avventure di Vampirella, la più conturbante eroina dei fumetti" (Arnoldo Mondadori Editore, collana Oscar) (giugno 1976)
- Vampirella e... Hypocrite (Milano Libri Edizioni) n. 1 (ottobre 1977), supplemento alla rivista Alter alter n. 10-1977
- Vampirella e... Casco D'oro (Milano Libri Edizioni) n. 2 (gennaio 1978), supplemento alla rivista Alter alter n. 1-1978
- Vampirella e... Alma di Dràgon (Milano Libri Edizioni) n. 3 (giugno 1978), supplemento alla rivista Alter alter n. 6-1978
- La vendetta di Vampirella (ed. Play Press) serie mensile di 7 numeri (dall'aprile all'ottobre 1995)
- Vampirella vive! (Panini Comics) numero unico, pubblicato all'interno della collana bimestrale Cult Comics (n. 11, ottobre 1999)
- Vampirella, il diavolo in corpo (Panini Comics) numero unico, pubblicato all'interno della collana bimestrale Cult Comics (n. 12, dicembre 1999)
- Vampirella 2000 edizione speciale di lusso (Panini Comics, 2000)
- Vampirella (Panini Comics) serie trimestrale di 6 numeri (dall'aprile 2001 al luglio 2002)
- Vampirella (Dark Side n. 9, RCS quotidiani/Panini Comics, allegato alla Gazzetta dello Sport, settembre 2006, ristampa Vampirella vive! e Vampirella, il diavolo in corpo)
- Sete di sangue di James Robinson e Joe Jusko (Edizioni BD, 2008) ISBN 978-88-6123-185-6

## Pubblicazioni in altre lingue
Vampirella è stata pubblicata in molti paesi del mondo: Argentina, Australia, Brasile, Danimarca, Inghilterra, Italia, Finlandia, Francia, Germania, Messico, Paesi Bassi, Polonia, Ungheria, Giappone, Portogallo, Spagna, Svezia e Turchia.

## Altri media

### Cinema
- Vampirella (1996) interpretato da Talisa Soto e Roger Daltrey.

### Giochi
- Vampirella: Hell on Earth Battlebook

- Scarlet Legion (il Fan Club ufficiale di Vampirella)

- Scarlet Letters
- Vampirology

### Romanzi
Pubblicati dalla Warner Books su licenza della Warren
- Bloodstalk (1975)
- On Alien Wings (1975)
- Deadwalk (1976)
- Blood Wedding (1976)
- Deathgame (1976)
- Snakegod (1976)